# Hoog Soeren
Hoog Soeren is een dorp op de Veluwe, in de gemeente Apeldoorn, in de Nederlandse provincie Gelderland. Het dorp ligt 85 meter boven NAP. Geografisch gezien is het centraal in Nederland gelegen, vijf kilometer ten westen van Apeldoorn.
In het dorp en het omringende bosgebied wonen 235 mensen (2023). Relatief veel daarvan zijn ouder dan 65 jaar.

## Bosrijke omgeving
Het dorp wordt omsloten door de bossen van de Koninklijke Houtvesterij Het Loo. Het dorpsgezicht Hoog Soeren is sinds 2012 een ingevolge de Monumentenwet een beschermd dorpsgezicht.
Hoog Soeren ligt te midden van de zuidelijke bossen van Kroondomein Het Loo dat bij het nabijgelegen Paleis Het Loo hoorde. Die bossen werden in 1766 aangekocht door stadhouder Willem V, die 's zomers graag op Het Loo verbleef.
Vooral in het weekend bezoeken toeristen het dorp. Tijdens wandelingen door de uitgestrekte bos- en heidevelden zijn soms edelherten en wilde zwijnen te zien. 's Avonds kan men ook wel vossen of dassen tegenkomen. In de herfst is het een van de plekken op de Veluwe waar gedurende de bronsttijd  het burlen van herten is te horen.

## Onverharde wegen
Het dorp Hoog Soeren kent drie wegen die een eigen naam hebben. De weg vanuit Apeldoorn heet Soerenseweg. Deze gaat in het dorp over in de Pomphulweg. De Kampsteeg loopt vanaf de Amersfoortseweg het dorp in. De overige wegen zijn goed onderhouden maar onverhard zonder eigen naam. Een adres wordt aangeduid met de dorpsnaam, gevolgd door het huisnummer.

## Brandweerpost
In het dorp bevindt zich een brandweerpost die dankzij zijn ligging en de specifieke kennis van de bemanning een belangrijke rol speelt bij de bestrijding van natuurbranden in de omgeving.

## Sport en recreatie
In Hoog Soeren bevindt zich de golfbaan van de Veluwse Golf Club. Hoog Soeren ligt op het parcours van de Marathon van Apeldoorn.

## Volksverhalen
In Hoog Soeren zijn volksverhalen bekend over witte wieven en dwaallichtjes.

## Fotogalerij

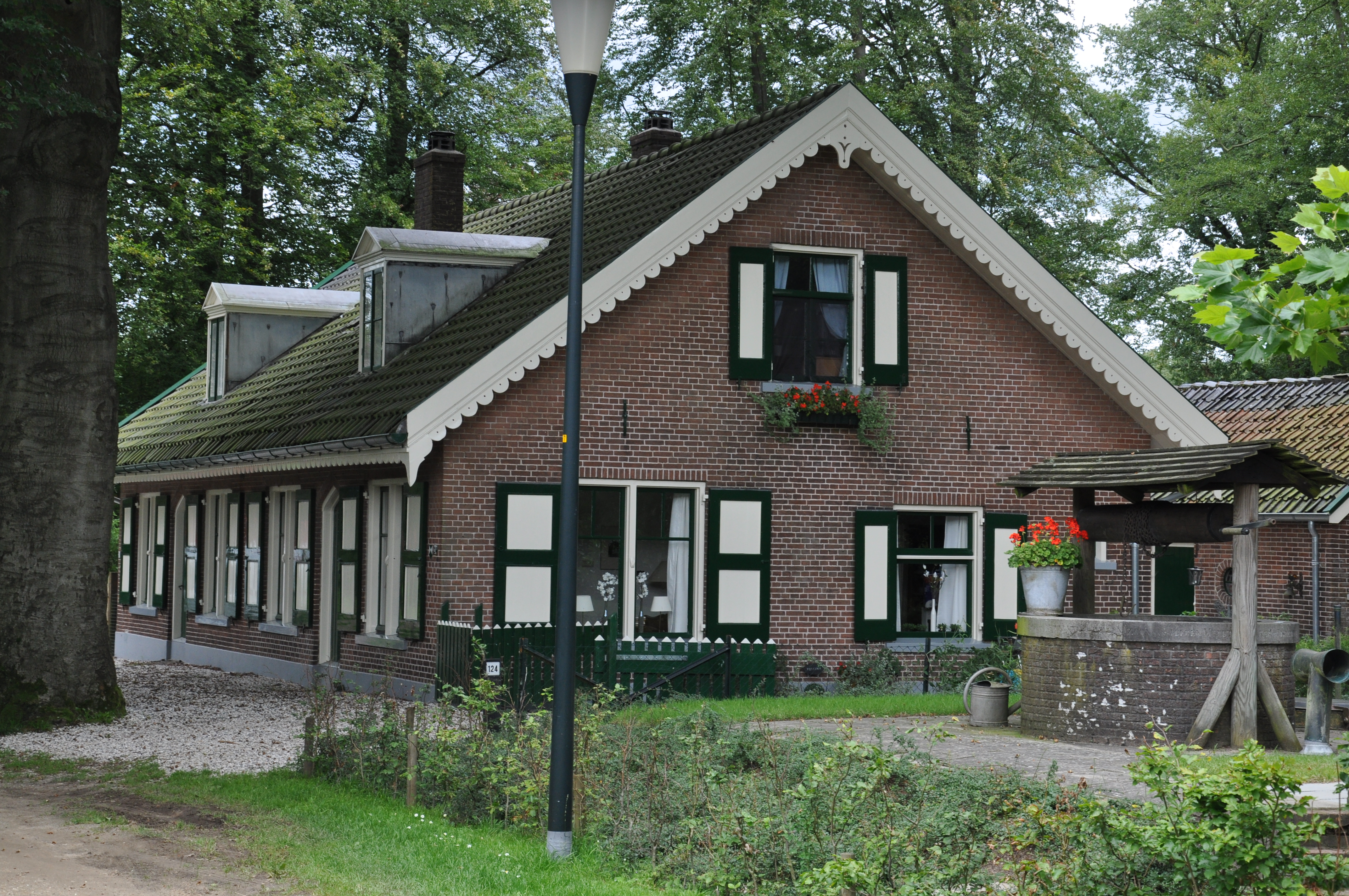
Boswachterswoning (19e eeuw)
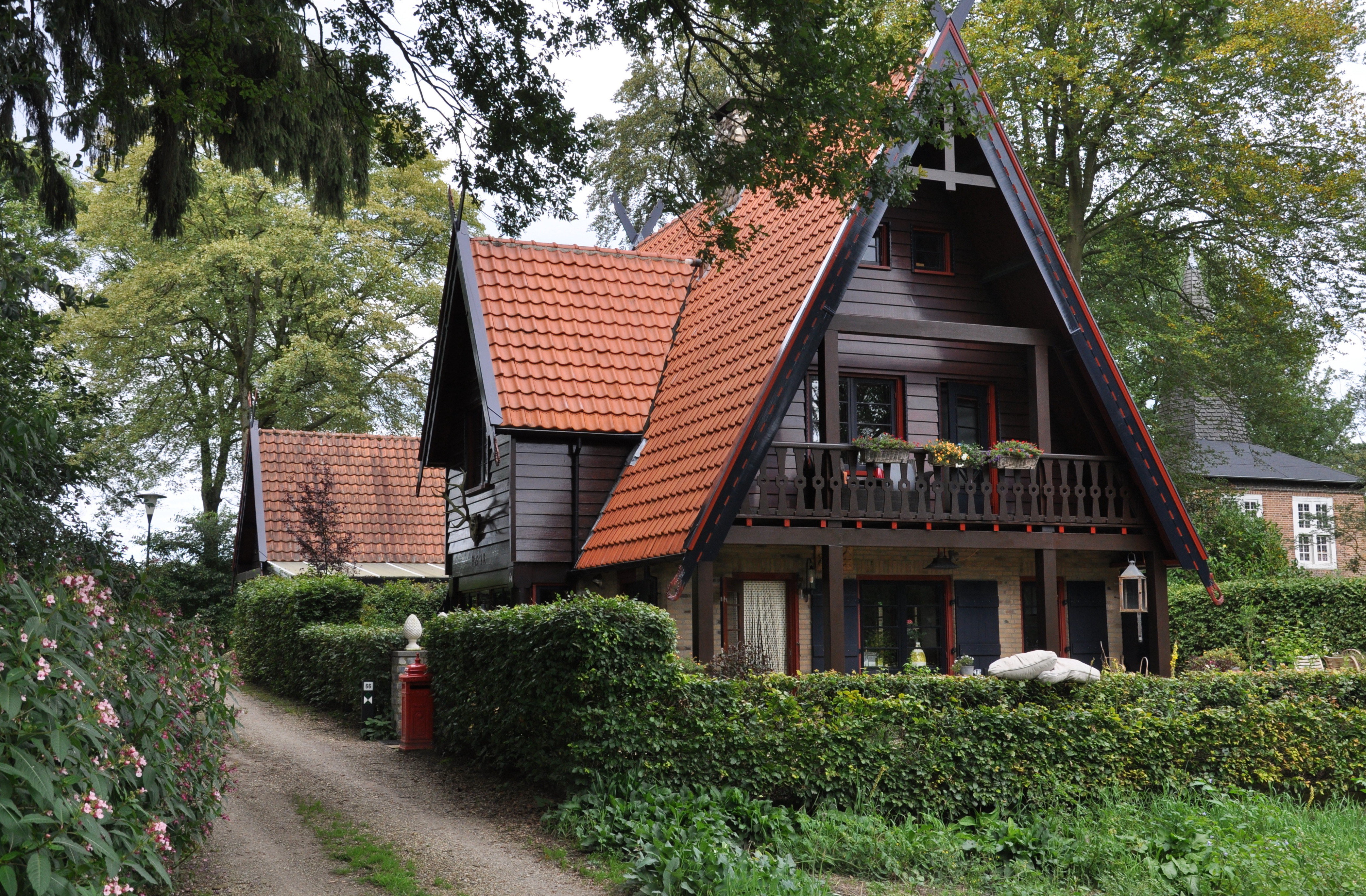
Woning "Mjölnir" (1905)
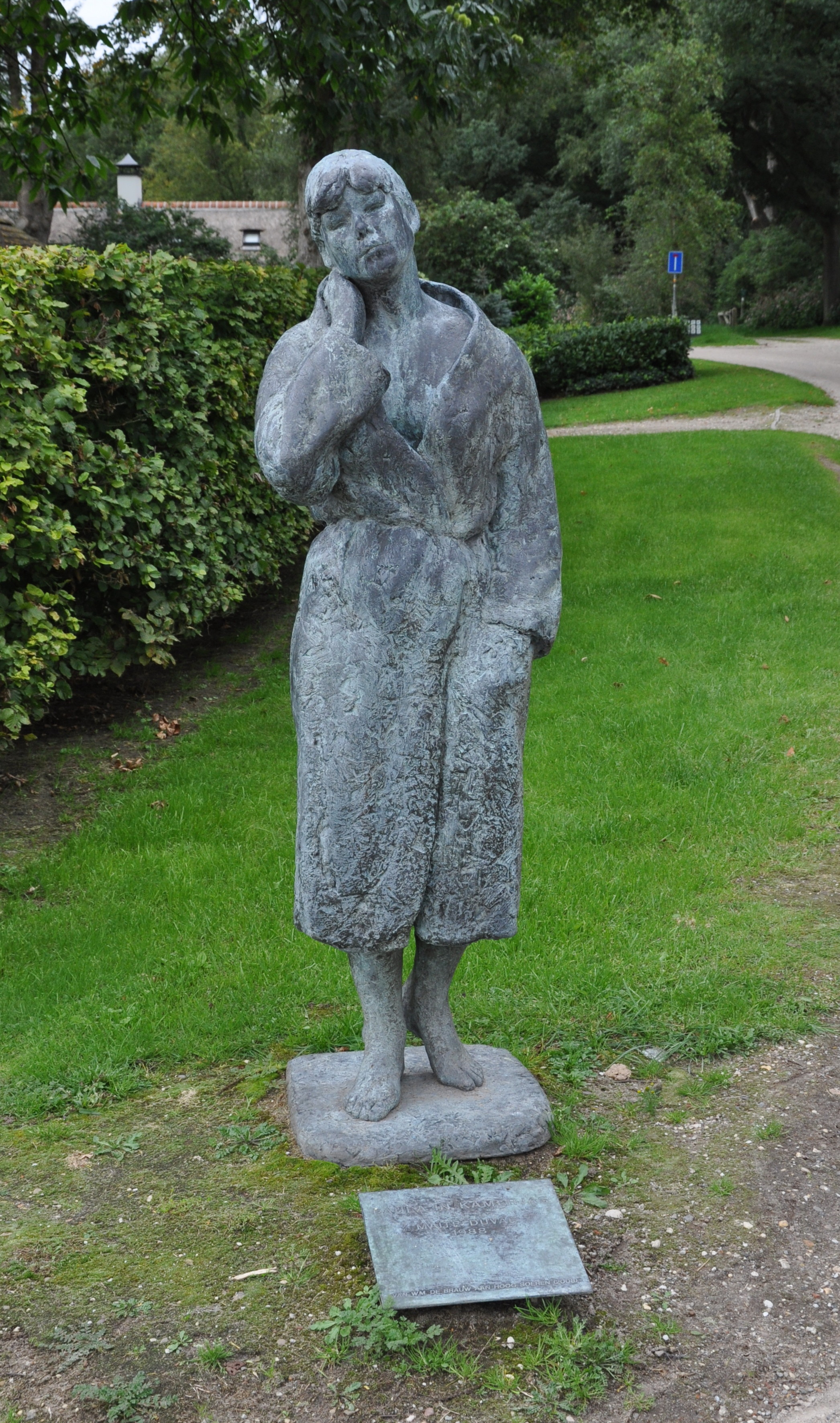
Paula in kamerjas van Maïté Duval
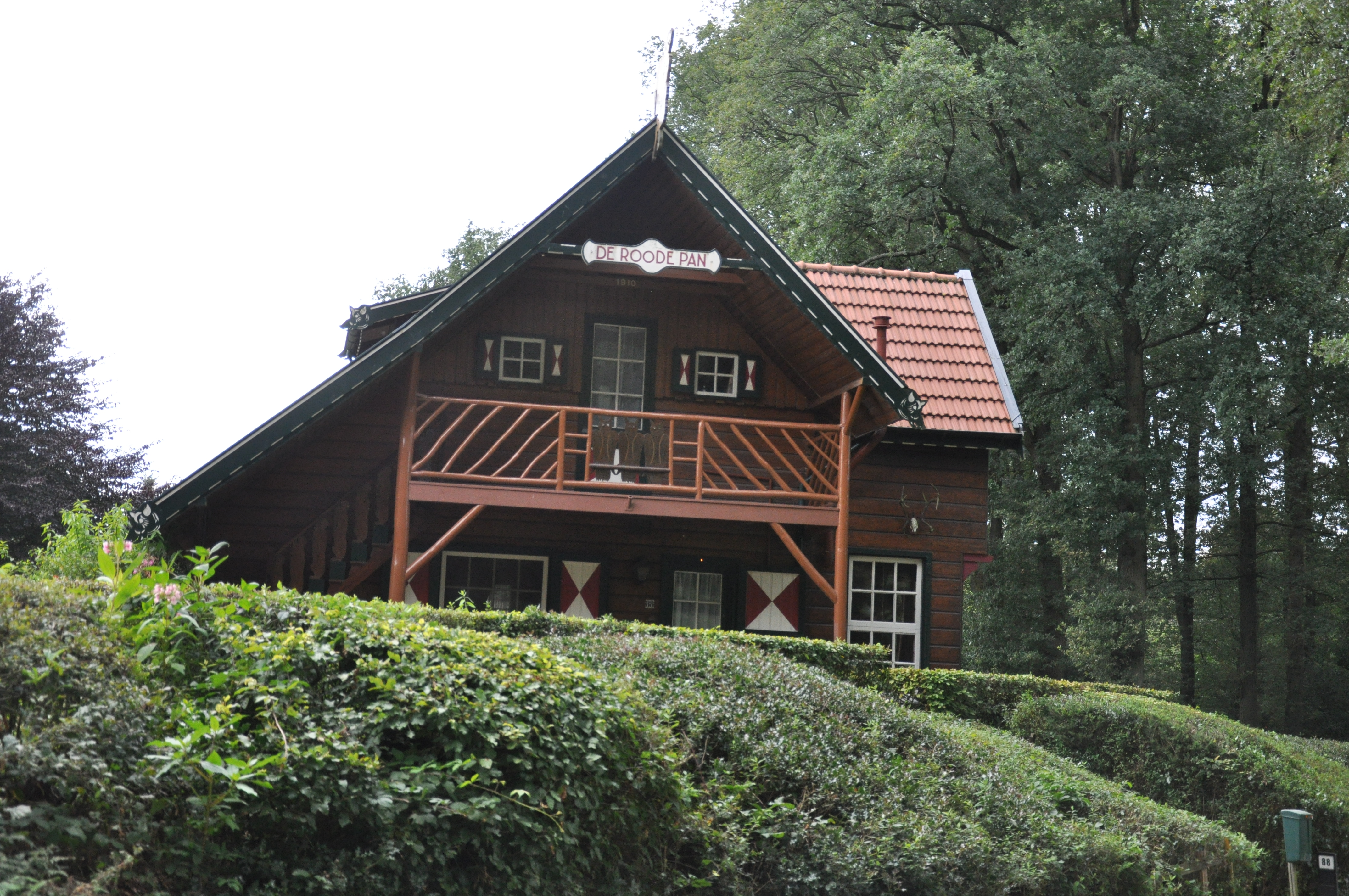
'De Roode Pan' (ca. 1915)
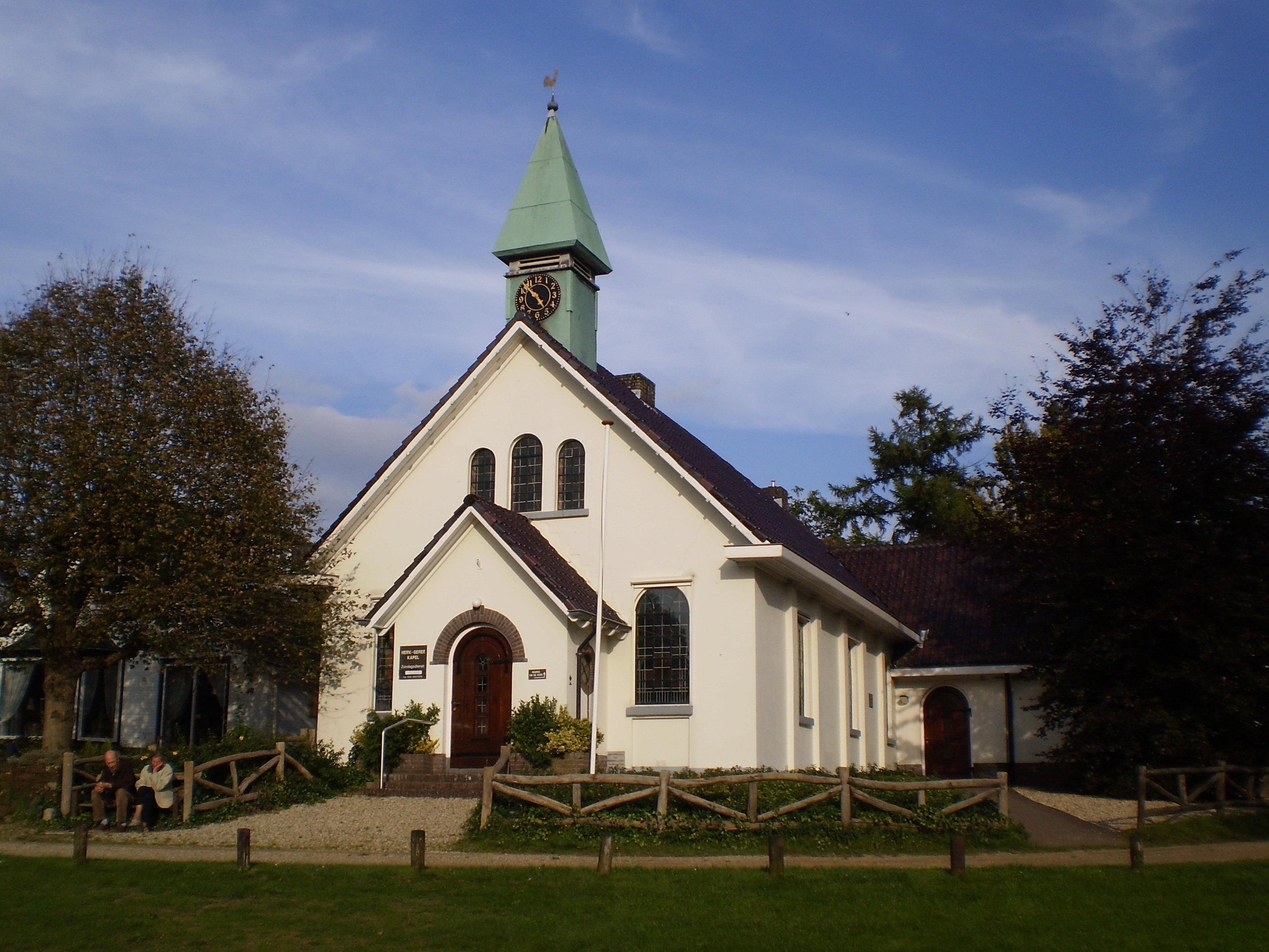
Kapel (1904)